# Gustav Gerneth
Gustav Gerneth (Estetino, 15 de outubro de 1905 – Havelberg, 21 de outubro de 2019) foi o homem vivo mais velho do mundo desde a morte do japonês Masazō Nonaka, em 19 de janeiro de 2019.
Também foi a pessoa mais velha a residir na Alemanha (e a quarta mais velha alemã nascida atrás de Augusta Holtz, Charlotte Benkner e Luzia Mohrs) e o homem mais velho da Europa desde a morte do espanhol Francisco Núñez-Olivera, em 29 de janeiro 2018 (no entanto, Gerneth ainda não está totalmente verificado).
Nasceu em Stettin (agora conhecido como Szczecin), Império Alemão (agora parte da Polônia). Ele trabalhou em uma empresa de transporte e em uma fábrica de gás. Durante a Segunda Guerra Mundial, ele era mecânico da força aérea alemã (Luftwaffe).  Ele se casou com sua esposa Charlotte Grubert em 1930 (morreu em 1988) e o casal teve três filhos. A morte de Luzia Mohrs, nascida em 23 de março de 1904 na Alemanha e emigrada para o Brasil, em 16 de outubro de 2017 significou que Gerneth se tornou o mais velho alemão vivo apenas um dia após seu 112º aniversário.
Gustav Gerneth vivia sozinho em Havelberg na Saxônia-Anhalt, na mesma casa de alvenaria com escadas íngremes de entrada, onde viveu por mais de quarenta anos, com membros da família cuidando de sua casa.  De acordo com uma declaração de sua neta em seu aniversário de 113 anos, ele ainda tinha uma mente lúcida, assistindo futebol, resolvendo palavras cruzadas e fazendo aritmética mental.
Questionado sobre o motivo de sua longa vida, disse: "Eu sempre vivi e me alimentei bem. Sem dieta. Sempre manteiga, nunca margarina. Eu não toquei nenhum cigarro durante toda a minha vida e bebi álcool apenas nas celebrações."
Gerneth foi maquinista profissional, sobreviveu aos dois conflitos mundiais, durante a II Guerra Mundial foi feito prisioneiro e, até à sua reforma em 1972, trabalhou numa central de gás em Havelberg, que fechou no mesmo ano.
Faleceu aos 114 anos, no dia 21 de outubro de 2019.